# Sarcotrochila balsameae
Sarcotrochila balsameae är en svampart som först beskrevs av Davis, och fick sitt nu gällande namn av Korf 1962. Sarcotrochila balsameae ingår i släktet Sarcotrochila och familjen Hemiphacidiaceae.   Inga underarter finns listade i Catalogue of Life.